# Carlinga (náutica)

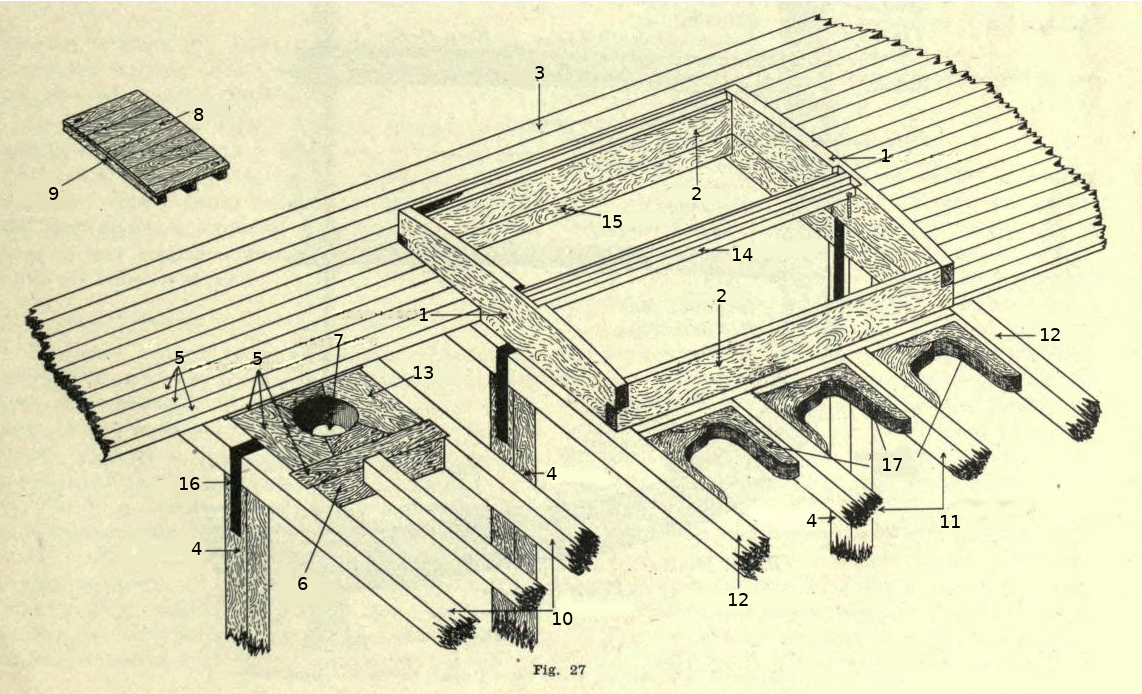
1.-Brazola
2.-Eslora de escotilla
3.-Cubierta
4.-Puntal
5.-Traca
6.-Llave de fogonadura
7.-Fogonadura
8.-Cuartel
9.-Eslora de tapa de escotilla
10.-Bao de fogonadura
11.-Semibao de escotilla
12.-Bao de escotilla
13.-Mallete
14.-Galeota de escotilla
15.-Carlinga
16.-Fleje
17.-Curva
Ref.: Diccionario enciclopédico marítimo (inglés-español), por Luis Delgado Lamelland.

En náutica, la Carlinga (ant. Castaña) de una embarcación, es la pieza estructural, larga de madera o metal dispuesta entre un par de vigas (baos, crucetas o  cuadernas, bulárcamas en el fondo de la embarcación) al que se une en posición horizontal, vertical o inclinada.
Sirve para soportar otros elementos que por su naturaleza no pueden ser soportados por las vigas o sirve para romper la continuidad de las vigas.

## Ejemplos
Por ejemplo, un mástil sobre bao tendría que perforar los baos superior para salir de cubierta. Para evitar esto, se usa una carlinga.
Por ejemplo, una escotilla necesita romper la continuidad de los baos y crear semibaos. Para solucionar esto, se usa un par de carlingas.

## Diferencia
Las crucetas (no las crucetas del beque) y baos de las cofas son elementos continuos entrelazados, no están entre un par de vigas.
Los elementos que corren abajo de las vigas (quilla, sobrequilla, durmiente) o encima (trancanil), no están entre un par de vigas.
Los elementos que están entre vigas. El palmejar no soporta elemento ni rompe continuidad alguna. Luego, de éstos los que tienen elemento encima, pero son relleno (dormidos, entremiches).
Ninguno de los anteriores es carlinga.

## Tipos
Las carlingas toman el sobrenombre de la pieza que soportan.
Las carlingas horizontales pueden soportar un mástil, un puntal, un par de bitas, etc.
Las carlingas horizontales junto a las crucetas (forman una cuadrícula) soportan el enjarretado del beque.
La carlinga vertical del bauprés endenta y emperna un extremo en el bao de la primera cubierta y el otro en el bao de la segunda cubierta que están a la proa (adelante) del trinquete.
La carlinga inclinada de hierro soporta el asta de la bandera de popa.

## Carlingas de palo mayor (Mayor y Trinquete)
- Posición : Está abajo de la vertical que se encuentra entre dos baos de la primera cubierta , en donde va la fogonadura respectiva. Esta posición depende de si tiene o no sobrequilla la embarcación.
  1. Entre dos cuadernas, sobre la quilla o
  2. Entre dos bulárcamas (sobreplanes ), sobre la sobrequilla

- Dimensiones:
  - Altura = Diámetro mayor de palo mayor
  - Ancho = Diámetro mayor de palo mayor
  - Longitud = Vano entre cuadernas o bulárcamas

- Sujeción : La carlinga se asegura lateralmente entre dos cacholas , tablones de dimensiones:
  - Altura = 1 1/4 x (Altura de cuaderna o bulárcama)
  - Ancho = 3/2 x (Ancho de cuaderna o bulárcama)
  - Largo = (Vano entre cuadernas o bulárcamas) + 2 pulgadas
  - Las 2 pulgadas adicionales de largo son para que 1 pulgada en cada extremo tenga cola de milano o diente que casa en mortaja realizada en la cuaderna o bulárcama respectiva. La referencia es de 1847, así que la pulgada es pulgada española.
  - Estas cacholas se afianzan con taco de madera sobre el cual actúa un puntal fijado desde los tablones del pantoque.
  - Este sistema de sujeción se debe a que las cuadernas y bulárcamas ya tienen un saque abajo para unirlas a la quilla y sobrequilla respectiva, así que no se puede hacer otro encima para que case una cola de milano o diente de carlinga y mejor se hace lateralmente con las cacholas.

## Carlinga de mesana

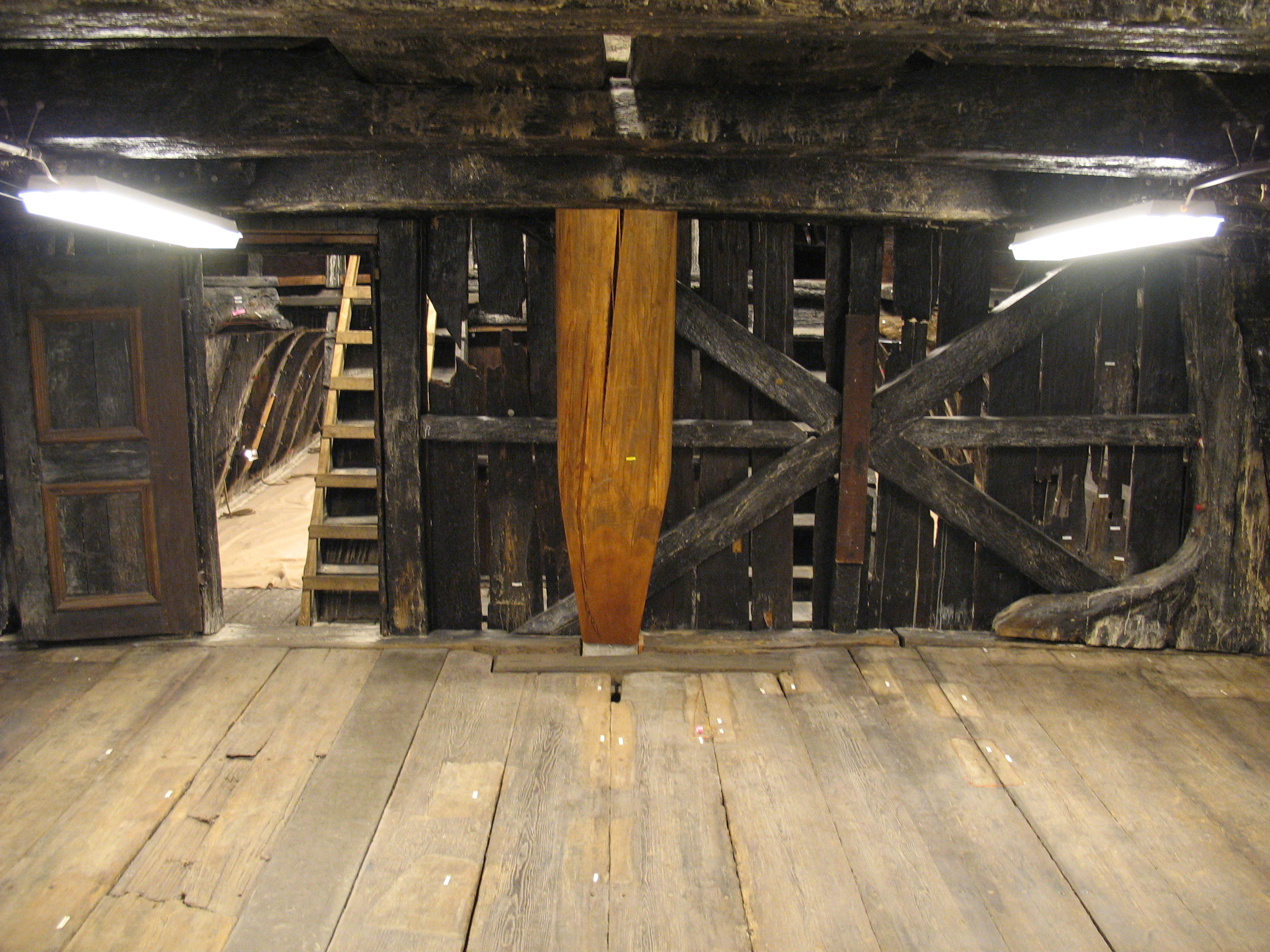
Base del mástil de mesana del buque de guerra Vasa, expuesta en el Museo Vasa de Estocolmo (Suecia).

- Posición : Bajo la primera cubierta en popa, entre dos baos.
- Dimensiones:
  - Altura = Diámetro mayor de mesana
  - Ancho = Diámetro mayor de mesana
  - Longitud = (Vano entre baos) + (Ancho de bao)
- Sujeción: El (Ancho de bao) adicional de largo es para que 1 (semi-ancho de bao) en cada extremo descanse sobre un saque hecho en los baos, luego esto se asegura con pernos desde abajo.
- Forma : en su cara superior se labraba una mortaja en la que se unía la mesana, al cual para el efecto se le labraba un diente.